# Canadian Airlines International
Canadian Airlines International Ltd. fue una aerolínea canadiense que funcionó entre 1987 y 2000. Llegó a ser la segunda aerolínea de Canadá en términos de pasajeros domésticos e internacionales.

## Historia
Canadian Internacional fue fundada en marzo de 1987 a partir de la fusión de 4 aerolíneas: Canadian Pacific Air Lines, Eastern Provincial Airways, Nordair y Pacific Western Airlines.
En 1995 la aerolínea llegó a un acuerdo de código compartido con American Airlines y en 1997 firmó un acuerdo comercial con Aklak Air, para llegar a los Territorios del Noroeste.
Canadian International empleaba 114 233 trabajadores en 1998. En el año 2000 se declaró en quiebra y fue adquirida por su principal competidora, Air Canada.

## Flota
En 1998 la flota de la compañía estaba compuesta por:
- 12 Airbus A320-200
- 43 Boeing 737-200
- 4 Boeing 747-400
- 11 Boeing 767-300ER
- 10 McDonnell Douglas DC-10-30

## Imágenes

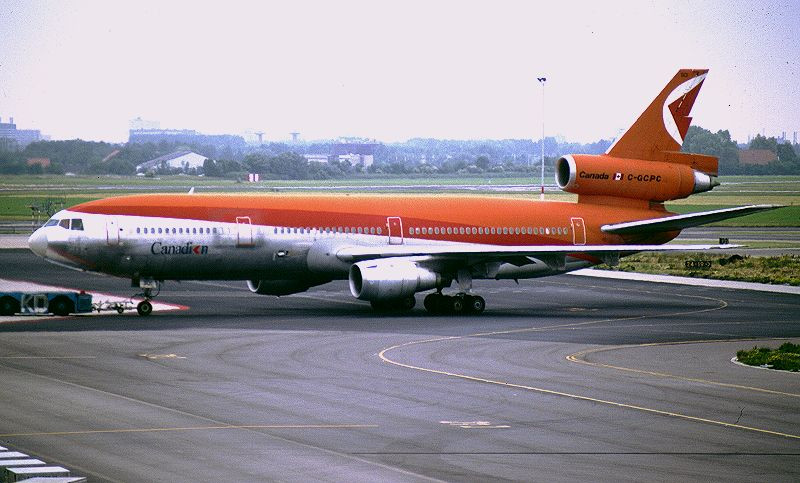
DC-10-30 en Amsterdam-Schiphol en 1988.
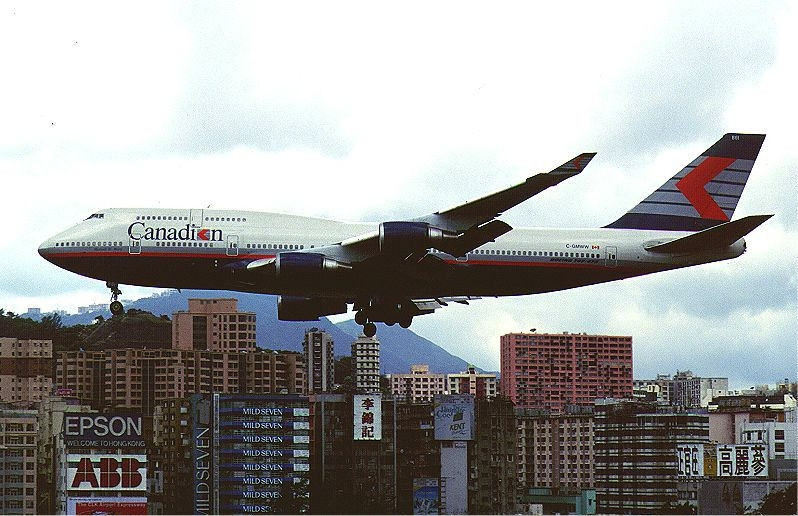
747-400 aterrizando en el aeropuerto de Hong Kong en 1998.
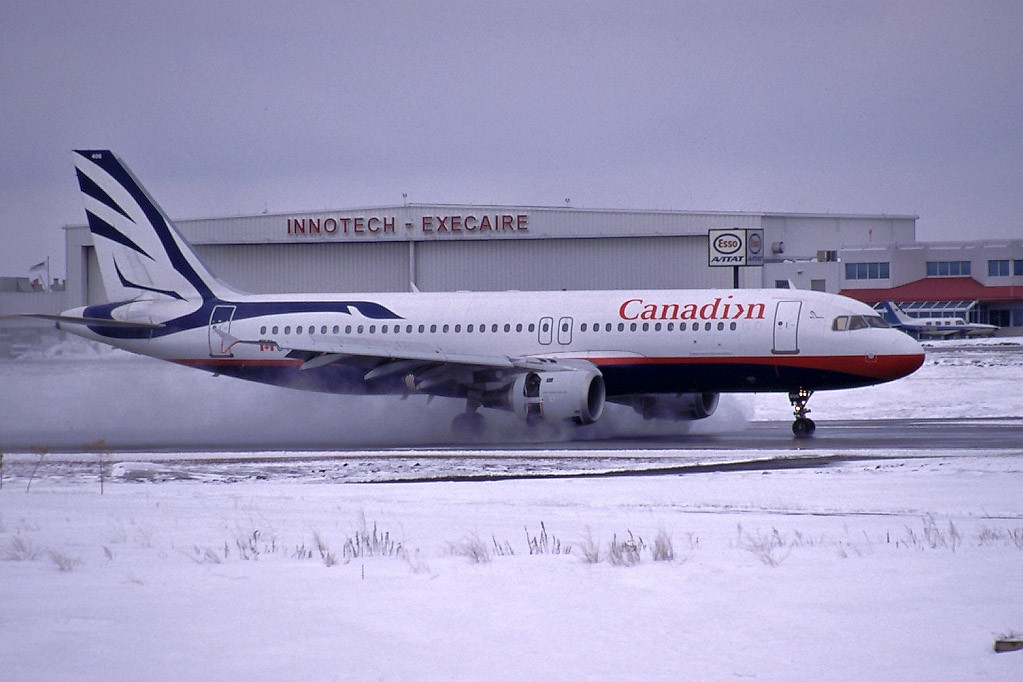
Airbus A320-200 en el Aeropuerto Internacional de Ottawa en 2001.
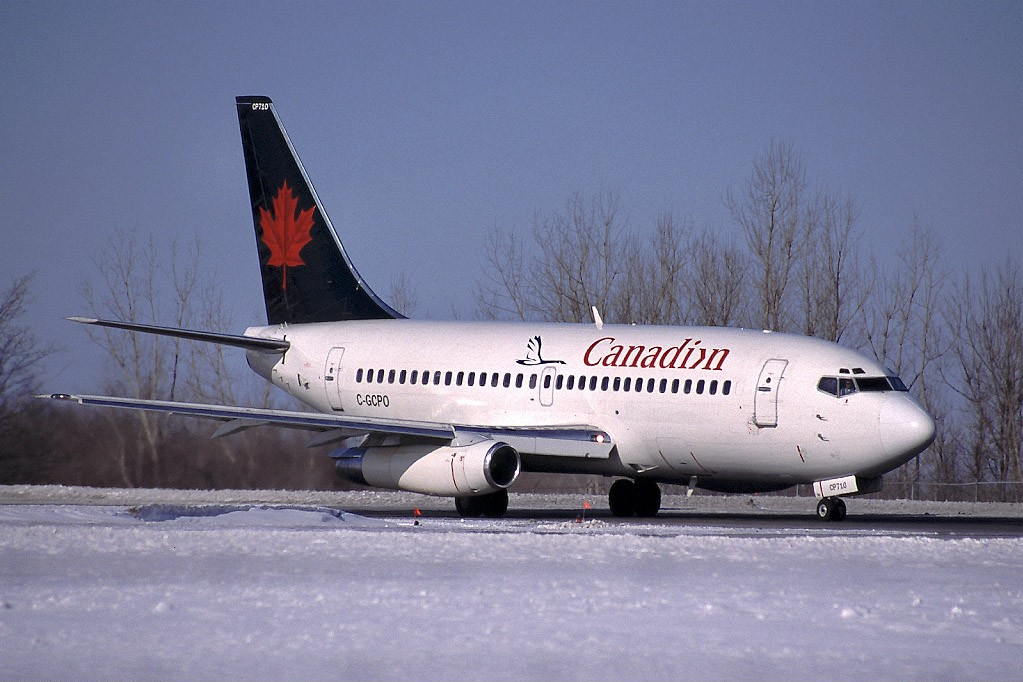
Boeing 737-200 el Aeropuerto Internacional de Ottawa en 2001.